# Lazaros Christodoulopoulos
Lazaros Christodoulopoulos (griechisch Λάζαρος Χριστοδουλόπουλος; * 19. Dezember 1986 in Thessaloniki) ist ein griechischer Fußballspieler, der beim Griechischen Erstligisten Aris Thessaloniki unter Vertrag steht.

## Karriere

### Im Verein
Lazaros Christodoulopoulos, der im offensiven Mittelfeld spielt, begann seine Karriere in der Fußballakademie Atermon, bevor er zum Kreisligisten AE Neapolis wechselte. 2004 gewann Christodoulopoulos die Aufmerksamkeit des griechischen Erstligisten PAOK Thessaloniki, wo er seinen ersten Profivertrag erhielt. Bei PAOK spielte er für vier Saisons und kam dort auf 57 Erstligaeinsätze, in denen er acht Tore erzielen konnte. Zwischen 2008 und 2013 stand Christodoulopoulos bei Panathinaikos Athen unter Vertrag. Mit Athen debütierte er in der UEFA Champions League und konnte 2010 die griechische Meisterschaft und den Pokal gewinnen.
Von Januar 2013 bis Ende Juni 2014 stand er beim FC Bologna in der italienischen Serie A unter Vertrag. Dem Abstieg seiner Mannschaft in die Zweitklassigkeit folgte er nicht und wechselte im Juli 2014 zum Erstligisten Hellas Verona. Nach einer Saison in Verona sowie einem Leihjar bei Sampdoria Genua wechselte Christodoulopoulos im Sommer 2016 zu AEK Athen. Zwei Jahre später nahm ihn dann Ligarivale Olympiakos Piräus unter Vertrag.

### In der Nationalmannschaft
In der griechischen U-21 Nationalmannschaft zählte Christodoulopoulos in drei Jahren 15 Einsätze, bei denen er sieben Tore erzielen konnte. Sein Debüt bei der A-Nationalmannschaft gab er am 5. Februar 2008 bei einem Freundschaftsspiel gegen die Tschechische Republik. Bis 2018 bestritt er insgesamt 35 Partien, in denen er einen Treffer erzielen konnte. Dieser gelang ihm zum 1:0-Siegtreffer am 7. Juni 2013 im WM-Qualifikationsspiel gegen Litauen.

## Erfolge
- Griechischer Meister: 2010, 2018, 2020
- Griechischer Pokalsieger: 2010, 2020